# ۹۶۵ (خورشیدی)
۹۶۵ نهصد و شصت و پنجمین سال هجری خورشیدی است.